# 佔領哈爾科夫 (1917年)
1917年12月23日，俄国布尔什维克夺取乌克兰城市哈尔科夫并在那里建立苏维埃政权。乌克兰当局未能驱逐布尔什维克，该市最后一批乌克兰武装于1918年1月10日解除武装。